# Copa Italia 1978-79
La Copa Italia 1978-79 fue la trigésima primera edición del torneo. La Juventus salió campeón tras ganarle al Palermo por 2 a 1 en el tiempo suplementario.

## Primera fase

### Grupo 1
| Squadra       | Pt |
| ------------- | -- |
| 1. Juventus   | 7  |
| 2. Fiorentina | 5  |
| 3. Monza      | 4  |
| 4. Nocerina   | 2  |
| 5. Taranto    | 2  |

| 1.ª Jornada |     |            |
| Monza       | 1-0 | Nocerina   |
| Taranto     | 1-1 | Fiorentina |
| 2.ª Jornada |     |            |
| Fiorentina  | 3-2 | Monza      |
| Juventus    | 2-0 | Taranto    |
| 3.ª Jornada |     |            |
| Fiorentina  | 0-0 | Juventus   |
| Nocerina    | 0-0 | Taranto    |
| 4.ª Jornada |     |            |
| Monza       | 0-1 | Juventus   |
| Nocerina    | 0-0 | Fiorentina |
| 5.ª Jornada |     |            |
| Juventus    | 3-1 | Nocerina   |
| Taranto     | 0-2 | Monza      |

### Grupo 2
| Squadra              | Pt |
| -------------------- | -- |
| 1. SS Lazio          | 6  |
| 2. Lanerossi Vicenza | 5  |
| 3. Bari              | 4  |
| 4. Bologna           | 3  |
| 5. Pistoiese         | 2  |

| 1.ª Jornada       |     |                   |
| Bari              | 0-1 | Lazio             |
| Pistoiese         | 1-2 | Lanerossi Vicenza |
| 2ª jornada        |     |                   |
| Bologna           | 0-1 | Bari              |
| Lazio             | 0-0 | Pistoiese         |
| 3º jornada        |     |                   |
| Bari              | 2-0 | Pistoiese         |
| Lanerossi Vicenza | 1-1 | Bologna           |
| 4º jornada        |     |                   |
| Bologna           | 1-1 | Lazio             |
| Lanerossi Vicenza | 1-0 | Bari              |
| 5º jornada        |     |                   |
| Lazio             | 1-0 | Lanerossi Vicenza |
| Pistoiese         | 0-0 | Bologna           |

### Grupo 3
| Squadra    | Pt |
| ---------- | -- |
| 1. Palermo | 7  |
| 2. Torino  | 4  |
| 3. Cesena  | 3  |
| 4. Brescia | 3  |
| 5. Verona  | 3  |

| 1.ª Jornada |     |         |
| Palermo     | 1-1 | Verona  |
| Torino      | 3-1 | Cesena  |
| 2ª jornada  |     |         |
| Brescia     | 0-1 | Torino  |
| Cesena      | 1-2 | Palermo |
| 3º jornada  |     |         |
| Torino      | 1-3 | Palermo |
| Verona      | 1-2 | Brescia |
| 4º jornada  |     |         |
| Cesena      | 2-0 | Verona  |
| Palermo     | 2-1 | Brescia |
| 5º jornada  |     |         |
| Brescia     | 3-3 | Cesena  |
| Verona      | 4-3 | Torino  |

### Grupo 4
| Squadra      | Pt |
| ------------ | -- |
| 1. Catanzaro | 7  |
| 2. Milan     | 5  |
| 3. Spal      | 4  |
| 4. Lecce     | 2  |
| 5. Foggia    | 2  |

| 1.ª Jornada |     |           |
| Catanzaro   | 3-1 | Lecce     |
| Spal        | 3-0 | Foggia    |
| 2º jornada  |     |           |
| Foggia      | 1-2 | Catanzaro |
| Lecce       | 2-3 | Milan     |
| 3º jornada  |     |           |
| Catanzaro   | 4-0 | Spal      |
| Milan       | 3-0 | Foggia    |
| 4º jornada  |     |           |
| Foggia      | 1-0 | Lecce     |
| Spal        | 3-1 | Milan     |
| 5º jornada  |     |           |
| Lecce       | 1-0 | Spal      |
| Milan       | 2-2 | Catanzaro |

### Grupo 5
| Squadra           | Pt |
| ----------------- | -- |
| 1. Perugia        | 6  |
| 2. Avellino       | 5  |
| 3. Udinese        | 4  |
| 4. Pescara        | 4  |
| 5. Sambenedettese | 1  |

| 1.ª Jornada    |     |                |
| Pescara        | 1-1 | Avellino       |
| Udinese        | 2-0 | Sambenedettese |
| 2ª jornada     |     |                |
| Avellino       | 1-0 | Udinese        |
| Perugia        | 2-0 | Pescara        |
| 3º jornada     |     |                |
| Sambenedettese | 1-1 | Avellino       |
| Udinese        | 1-1 | Perugia        |
| 4º jornada     |     |                |
| Perugia        | 4-0 | Sambenedettese |
| Pescara        | 0-0 | Udinese        |
| 5º jornada     |     |                |
| Avellino       | 0-0 | Perugia        |
| Sambenedettese | 0-2 | Pescara        |

### Grupo 6
| Squadra       | Pt |
| ------------- | -- |
| 1. SSC Napoli | 6  |
| 2. Sampdoria  | 5  |
| 3. Genoa      | 3  |
| 4. Rimini     | 3  |
| 5. Atalanta   | 3  |

| 1.ª Jornada |     |           |
| Atalanta    | 1-3 | Genoa     |
| Napoli      | 1-1 | Sampdoria |
| 2ª jornada  |     |           |
| Genoa       | 0-1 | Sampdoria |
| Rimini      | 1-2 | Napoli    |
| 3º jornada  |     |           |
| Rimini      | 2-2 | Genoa     |
| Sampdoria   | 4-2 | Atalanta  |
| 4º jornada  |     |           |
| Napoli      | 0-0 | Atalanta  |
| Sampdoria   | 1-2 | Rimini    |
| 5.ª Jornada |     |           |
| Atalanta    | 3-2 | Rimini    |
| Genoa       | 0-1 | Napoli    |

### Grupo 7
| Squadra     | Pt |
| ----------- | -- |
| 1. Cagliari | 6  |
| 2. Varese   | 5  |
| 3. Ternana  | 4  |
| 4. Roma     | 4  |
| 5. Ascoli   | 1  |

| 1.ª Jornada |     |          |
| Roma        | 2-1 | Ascoli   |
| Ternana     | 0-0 | Cagliari |
| 2.ª Jornada |     |          |
| Ascoli      | 1-1 | Cagliari |
| Varese      | 0-0 | Ternana  |
| 3º jornada  |     |          |
| Cagliari    | 2-1 | Varese   |
| Ternana     | 0-1 | Roma     |
| 4.ª Jornada |     |          |
| Ascoli      | 0-1 | Ternana  |
| Roma        | 2-3 | Varese   |
| 5.ª Jornada |     |          |
| Cagliari    | 3-1 | Roma     |
| Varese      | 1-0 | Ascoli   |

## Cuartos de final
|          | Ida   |           |
| -------- | ----- | --------- |
| Palermo  | 0 - 0 | Lazio     |
| Cagliari | 2 - 2 | Catanzaro |
| Juventus | 3 - 1 | Inter     |
| Napoli   | 2 - 1 | Perugia   |

|           | Vuelta              |          |
| --------- | ------------------- | -------- |
| Lazio     | 0 - 0 (4-5 penales) | Palermo  |
| Catanzaro | 1 - 0               | Cagliari |
| Inter     | 1 - 0               | Juventus |
| Perugia   | 0 - 0               | Napoli   |

## Semifinales
|           | Ida   |          |
| --------- | ----- | -------- |
| Catanzaro | 1 - 1 | Juventus |
| Palermo   | 0 - 0 | Napoli   |

|          | Vuelta |           |
| -------- | ------ | --------- |
| Juventus | 4 - 2  | Catanzaro |
| Napoli   | 1 - 2  | Palermo   |

## Final
|          | Nápoles, 20.06.1979 |         |
| -------- | ------------------- | ------- |
| Juventus | 2 - 1               | Palermo |

### Formaciones
Juventus: Zoff, Gentile, Cabrini, Furino, Morini F. (49' Brio), Scirea, Causio, Tardelli, Virdis (49' Boninsegna), Benetti, Bettega.
Palermo: Frison, Gregorio, Citterio, Brignani, Di Cicco, Silipo, Maritozzi, Borsellino (76' Arcoleo I.), Chimenti II (46' Osellame), Magherini, Conte.